# 微分代数
微分代数（英語：Differential algebra）是代数学的一个分支，在代数中装备一个导子就可以得到微分代数。此外，在数学中，微分环、微分域和微分代数是环、域、代数装备一个导子，一个满足莱布尼兹乘积法则的一元函数。微分域的一个自然例子是复数域上的单变元有理函数 C(t)，其导子是关于 t 的微分。

## 微分环
一个微分环 R 是装备一个或多个导子的环
{\displaystyle \partial :R\to R}
使得每个导子满足莱布尼兹乘积法则：
{\displaystyle \partial (r_{1}r_{2})=(\partial r_{1})r_{2}+r_{1}(\partial r_{2}),}
对任何 {\displaystyle r_{1},r_{2}\in R}。注意环可能不交换，从而稍微标准的交换环情形的乘积法则  d(xy) = xdy + ydx 形式可能不成立。如果 {\displaystyle M:R\times R\to R} 是环上的乘法，乘积法则是恒等式
{\displaystyle \partial \circ M=M\circ (\partial \otimes \operatorname {id} )+M\circ (\operatorname {id} \otimes \partial ).\,}
这里 {\displaystyle f\otimes g} 表示函数将二元组 {\displaystyle (x,y)} 映到二元组 {\displaystyle (f(x),g(y))}。

## 微分域
一个微分域是带有一个导子的域 K。微分域 DF 的理论，由通常域公理与另外关于导子的两个公理。和上面一样，导子在域的元素上必须服从乘积法则，或莱布尼兹法则，这是导子称为导子的原因。即对域中任何两个元素 u 与 v 有
{\displaystyle \partial (uv)=u\,\partial v+v\,\partial u,\,}
由于域上的乘法可交换。导子也必须对域加法有分配律
{\displaystyle \partial (u+v)=\partial u+\partial v\ .\,}
如果 K 是一个微分域则常数域 {\displaystyle k=\{u\in K:\partial (u)=0\}}。

## 微分代数
域 K 上一个微分代数是一个 K-代数 A，其中的导子与域可交换。即对所有 {\displaystyle k\in K} 与 {\displaystyle x\in A} 有
{\displaystyle \partial (kx)=k\partial x.\,}
在不用指标记法中，如果 {\displaystyle \eta \colon K\to A} 是定义了环上数量乘法的环同态，则有
{\displaystyle \partial \circ M\circ (\eta \times \operatorname {Id} )=M\circ (\eta \times \partial ).\,}
同上导子对代数乘法必须服从莱布尼兹法则，以及对加法线性。从而，对所有 {\displaystyle a,b\in K} 与 {\displaystyle x,y\in A} 有
{\displaystyle \partial (xy)=(\partial x)y+x(\partial y),\,}
以及
{\displaystyle \partial (ax+by)=a\,\partial x+b\,\partial y.\,}

## 李代数上的导子
李代数 {\displaystyle {\mathfrak {g}}} 上一个导子是一个线性 {\displaystyle D\colon {\mathfrak {g}}\to {\mathfrak {g}}} 满足莱布尼兹法则：
{\displaystyle D([a,b])=[a,D(b)]+[D(a),b]\,}
对任何 {\displaystyle a\in {\mathfrak {g}},\operatorname {ad} (a)} 是 {\displaystyle {\mathfrak {g}}} 上一个导子，这由雅可比恒等式可得。任何这样的导子称为内导子。

## 例
如果 {\displaystyle A} 有单位，则 ∂(1) = 0 这是因为 ∂(1) = ∂(1 × 1) = ∂(1) + ∂(1)。例如，在特征零的微分域中，有理数总是常数域的子域。
任何域可以简单地理解为一个常数微分域。
域 Q(t) 具有惟一的结构成为一个微分域，由令 ∂(t) = 1 确定：域公理与导子的公理奇异保证导子是关于 t 的导数。例如，由乘法与莱布尼兹法则的交换性有 ∂(u2) = u ∂(u) + ∂(u)u= 2u∂(u)。
微分域 Q(t) 对微分方程
{\displaystyle \partial (u)=u}
没有解。但扩充成包括函数 et 的更大的微分域，则这个方程有解。对任何微分方程系统有解的微分域称为微分闭域。这样的域存在，尽管它们不是作为代数或几何对象自然出现的。任何微分域（有界基數）嵌入一个大微分闭域。微分域是微分伽罗瓦理论中的研究对象。
自然出现的导子例子是偏导数、李导数、Pincherle导数与关于这个代数中一个元素的交换子。所有这些例子是密切联系的，导子的概念将它们统一起来。

## 伪微分算子环
微分环和微分域经常通过研究它们上面的伪微分算子来研究。
这是环
{\displaystyle R((\xi ^{-1}))=\left\{\sum _{n<\infty }r_{n}\xi ^{n}|r_{n}\in R\right\}.}
这个环上的乘法定义为
{\displaystyle (r\xi ^{m})(s\xi ^{n})=\sum _{k=0}^{m}r(\partial ^{k}s){m \choose k}\xi ^{m+n-k}.}
这里 {\displaystyle {m \choose k}} 是二项式系数。注意到恒等式
{\displaystyle \xi ^{-1}r=\sum _{n=0}^{\infty }(-1)^{n}(\partial ^{n}r)\xi ^{-1-n}}
这里利用了恒等式
{\displaystyle {-1 \choose n}=(-1)^{n}}
与
{\displaystyle r\xi ^{-1}=\sum _{n=0}^{\infty }\xi ^{-1-n}(\partial ^{n}r).}